# Bahnhof Manulla Junction

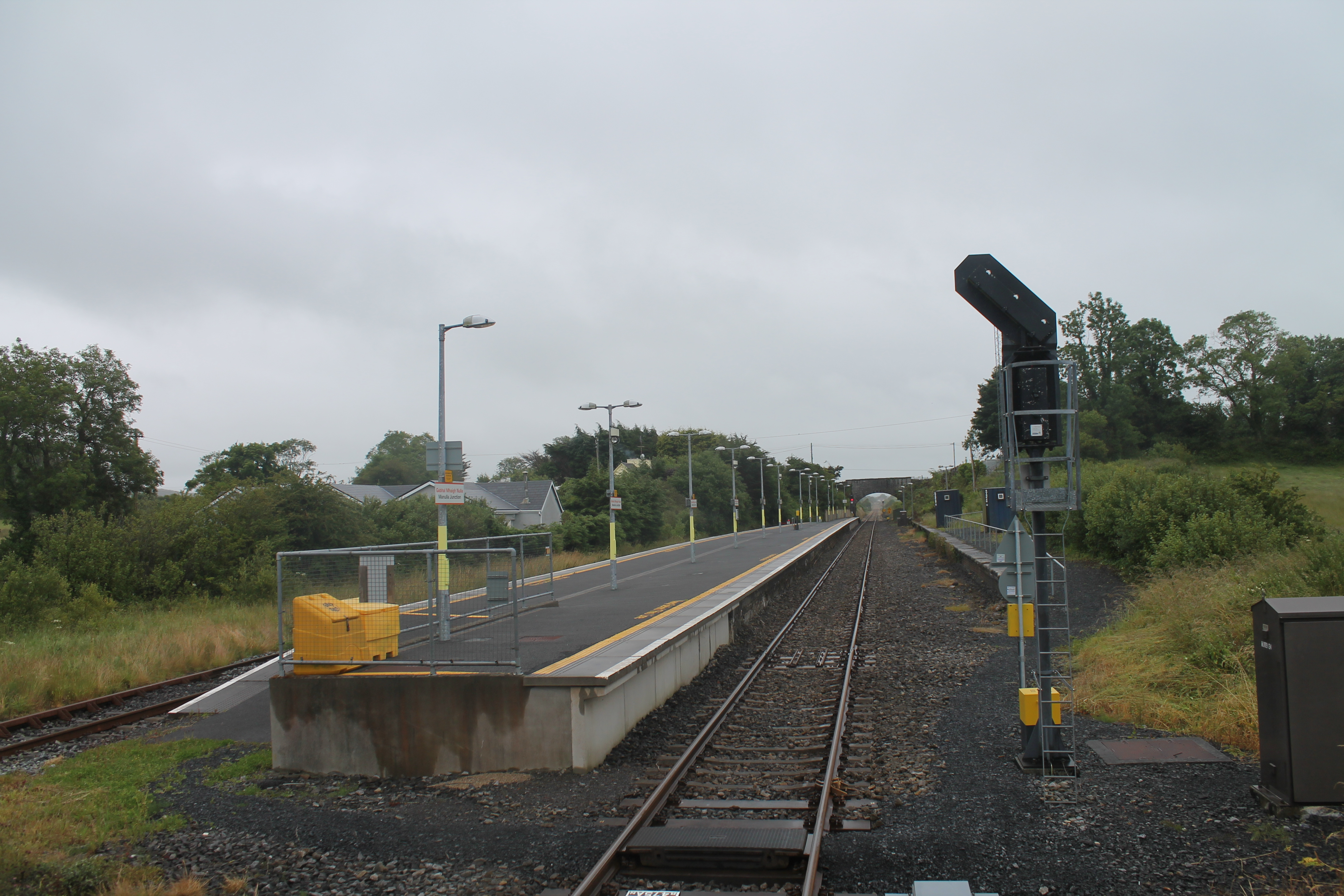
Aktueller und aufgelassener (rechts) Bahnsteig von Manulla Junction, Blickrichtung Südost

Der Bahnhof Manulla Junction (irisch Stáisiún Ghabhal Mhaigh Nulla) ist ein Trennungsbahnhof bei Castlebar im County Mayo in der Republik Irland, der für Fahrgäste von außen nicht zugänglich ist. 

## Geschichte und Beschreibung
Seit 1866 war Dublin durch eine Eisenbahnstrecke der Midland Great Western Railway (MGWR) mit der Hafenstadt Westport an der irischen Westküste verbunden. Im dünn besiedelten Gebiet nahe der kleinen Ortschaft Manulla (Maigh Nulla) wurde 1868 ein Bahnhof angelegt. Er wies zwei Seitenbahnsteige und ein kleines Stationsgebäude auf. 1876 eröffnete die MGWR von dort eine Zweigstrecke über Foxford nach Ballina. Zusätzliche Gleise und ein weiterer Bahnsteig kamen hinzu. Ein Gleisplan des Jahres 1947 zeigt, dass der Bahnhof in jener Zeit vier Durchgangsgleise und am Westkopf ein Stumpfgleis aufwies. Zudem existierten eine Drehscheibe und eine Fußgängerüberführung, die den Zugang zum Mittelbahnsteig von außen erlaubte.

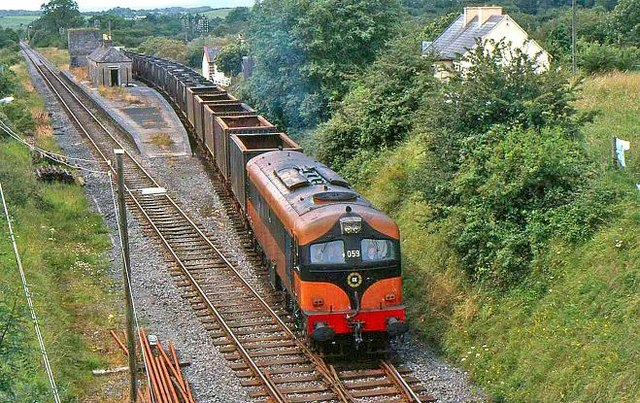
Geschlossener Bahnhof Manulla Junction, Güterzug aus Richtung Ballina mit dieselelektrischer Lokomotive der 001 Class – die alten Gebäude sind noch vorhanden (1985)

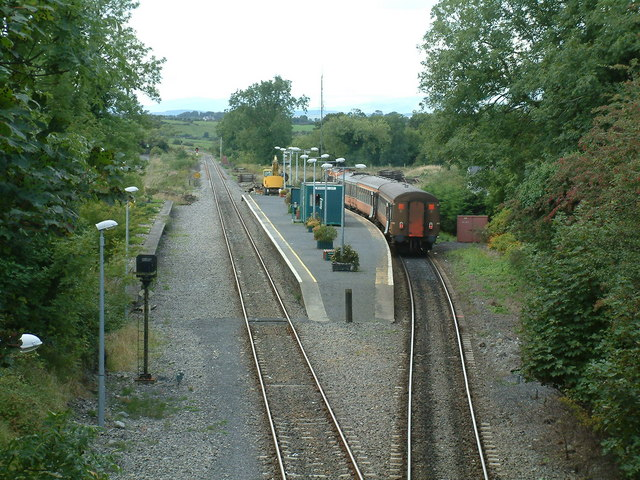
Manulla Junction von Südosten noch mit östlicher Weichenverbindung, Zug auf dem Gleis nach Ballina (2006)

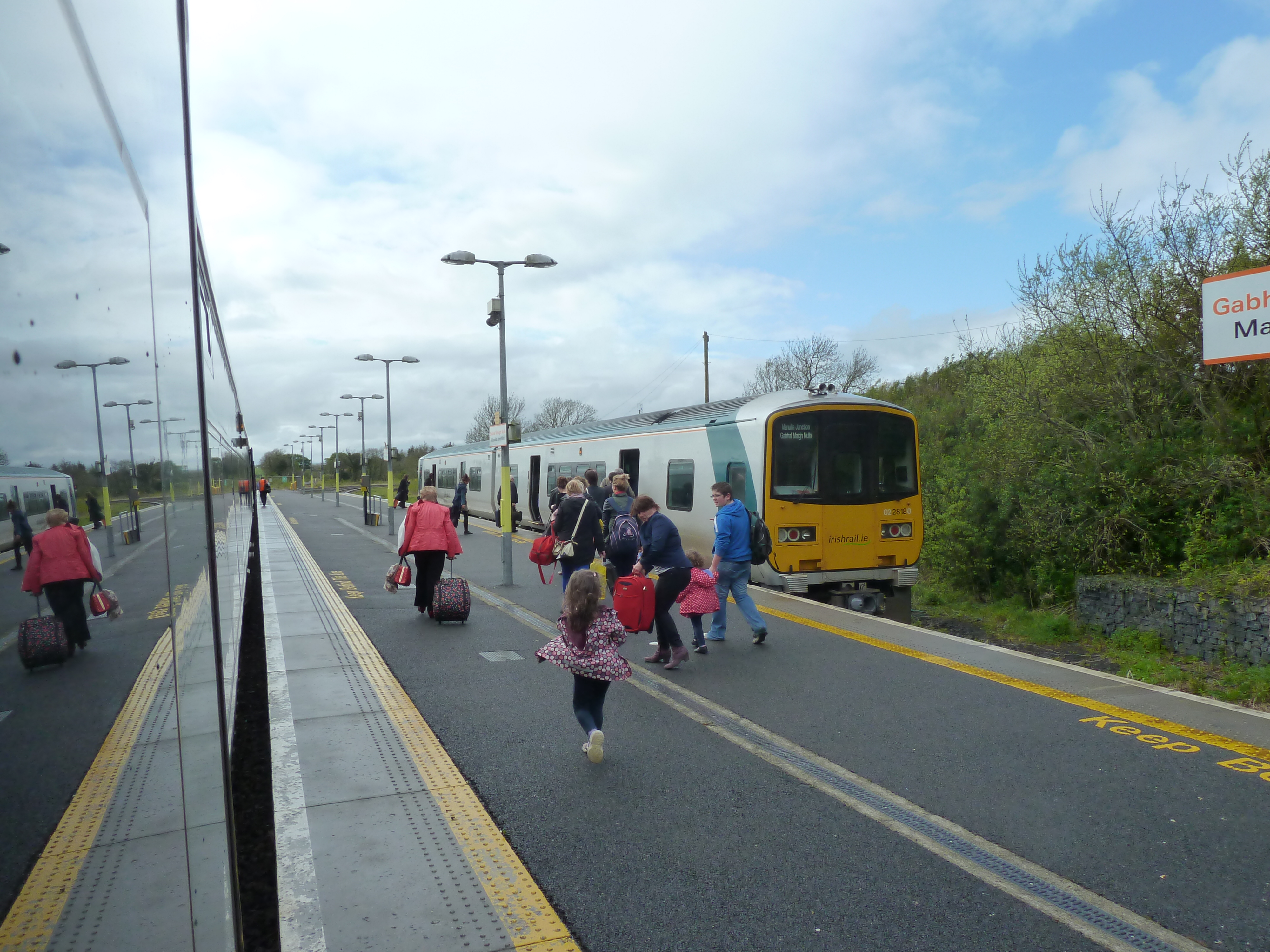
Umsteigen vom InterCity in den Class-2800-Dieseltriebwagen nach Ballina auf dem Stumpfgleis

Von 1893 bis 1934 war eine Verlängerung der Zweigstrecke über Ballina hinaus bis Killala in Betrieb. 1910 überfuhr ein Postzug ein Signal und kollidierte mit der Lokomotive des Nebenbahnzugs, 15 Personen wurden verletzt. Im Irischen Bürgerkrieg wurde das Stellwerk am Ostkopf des Bahnhofs zerstört und durch einen Neubau an dessen westlichem Ende ersetzt. 1925 ging die MWGR in den Great Southern Railways auf, seit 1945 gehören Strecken und Bahnhof zum Netz der staatlichen Córas Iompair Éireann (CIÉ).
Am 17. Juni 1963 wurde der Bahnhof Manulla Junction geschlossen und der Abzweig fortan vom nahen Bahnhof Balla aus überwacht. Bis auf die beiden Gleise am Mittelbahnsteig wurden sämtliche anderen Gleise und Weichen sowie die Fußgängerüberführung entfernt; für die Verbindung der beiden Strecken genügte eine Weiche am Ostkopf. Da das den Zügen in Richtung Westport dienende südliche Gleis abgebaut wurde, waren Zugkreuzungen auf der Hauptstrecke in Manulla Junction nicht mehr möglich.
Die verbliebenen Gebäude der Midland Great Western Railway  wurden in den späten 1980er Jahren abgebrochen. Als reiner Umsteigebahnhof wurde Manulla Junction am 7. November 1988 in veränderter Form wiedereröffnet. Da das südliche Gleis abgebaut war, blieb dessen Bahnsteig außer Funktion. Der Mittelbahnsteig dient zum Wechsel der Fahrgäste zwischen den Zügen der Haupt- und der Zweigstrecke. Ein Betreten der Station von außen oder ihr Verlassen ist Fahrgästen nicht mehr möglich, sie dient ausschließlich dem Umstieg von und zu dort endenden bzw. beginnenden Zügen der Nebenstrecke.
Eine neue Weichenverbindung zwischen dem Haupt- und dem Abzweiggleis im Westen des Bahnsteigs stammt aus der Zeit nach 2006. Hingegen wurde die östliche Weiche ausgebaut und das nördliche Gleis zum Stumpfgleis für die Ballina-Züge. Damit konnte der Bahnsteig halbseitig für die Fernzüge verlängert werden.
Aktuell halten im Bahnhof Manulla Junction zwischen Dublin und Westport laufende InterCity-Triebzüge der Class 22000. Auf der Zweigstrecke nach Ballina verkehrt ein zweiteiliger Class-2800-Dieseltriebwagen.